# Cyanea purpurellifolia
Cyanea purpurellifolia är en klockväxtart som först beskrevs av Joseph Rock, och fick sitt nu gällande namn av Lammers, Givnish och Kenneth J. Sytsma. Cyanea purpurellifolia ingår i släktet Cyanea, och familjen klockväxter. Inga underarter finns listade i Catalogue of Life.